# Strane creature
Strane creature (in lingua originale Remarkable Creatures) è un romanzo di genere storico del 2009 di Tracy Chevalier, ambientato tra Lyme Regis e Londra agli inizi dell'Ottocento.
Il racconto è un romanzo biografico basato sulla vita di Mary Anning, paleontologa e scopritrice di fossili, e della sua amica Elizabeth Philpot, collezionista e cercatrice anch'essa. La narrazione è in prima persona da parte delle due protagoniste.

## Trama
In un breve prologo, la protagonista Mary Anning ricorda come il lampo la colpì da piccola, e come quella sensazione torni a volte a trovarla nei momenti importanti della sua vita. Inizia quindi la storia attraverso la narrazione diretta di Elizabeth Philpot, che si alternerà a Mary in un racconto a due voci.
Londra è diventata troppo cara per le sorelle Philpot, e dopo il matrimonio del fratello, l'unico modo di mantenere un livello di vita decoroso ed adeguato alla loro condizione è il trasferimento a Lyme Regis, piccola cittadina balneare nel Dorset. Se la più giovane, Margaret, può ancora nutrire speranze per un matrimonio e cerca di mantenere una vita sociale anche nel tranquillo ambiente di provincia, le due maggiori non si fanno troppe illusioni sul futuro. Louise si dedica al giardinaggio, mentre Elizabeth si ritrova affascinata dai fossili che trova sulle spiagge e le colline di quel luogo, segreti di un tempo passato che cela misteri inquietanti. Cercandoli, conosce una bambina molto speciale di nome Mary Anning. È la figlia di un ebanista, e condivide la stessa passione di Elizabeth, ed un grande talento per la ricerca di quelle strane pietre che una volta erano vive, anche se nel suo caso non è un semplice hobby. Quello che trova e vende la aiuta a far sopravvivere la propria famiglia, sempre sull'orlo dell'indigenza, condizione che peggiora di molto dopo la prematura morte del padre.
Il tempo le vede diventare amiche e compagne malgrado la differenza d'età e di condizione sociale, unite anche dal rifiuto di preconcetti e convenzioni. Elizabeth accompagnerà Mary nelle sue scoperte più importanti, aiutandola a trattare con un mondo che conosce poco, quello della gente colta e agiata che, a volte per moda, a volte per genuina curiosità scientifica si interessa ai fossili, e comincia a farsi domande su un mondo che vede vacillare alcune certezze. Ma se già l'apparizione dello svagato reverendo Buckland farà comparire qualche crepa, l'arrivo dell'affascinante colonnello Birch manderà in pezzi quell'amicizia apparentemente così solida. Osservando la giovane Mary cedere alle lusinghe dell'aitante ufficiale, la più esperta Elizabeth avverte la necessità di far capire all'amica l'impossibilità di quel rapporto, ostacolato dalla diversa condizione sociale. Il problema è che anche il suo cuore è stato vinto dal nuovo arrivato, e questa consapevolezza le renderà impossibile replicare all'accusa di Mary di non essere obiettiva nelle sue osservazioni sulla loro relazione. La rottura è quindi netta, e, malgrado il tempo dimostri poi ad entrambe la fragilità delle rispettive illusioni, l'orgoglio è troppo forte per permettere una riappacificazione.
Ma quando il grande anatomista Georges Cuvier mette seriamente in pericolo onore e futuro del lavoro di Mary, sollevando dubbi sul suo ultimo ritrovamento, Elizabeth avverte la necessità di riscattarsi. Si mette quindi precipitosamente in viaggio per Londra e riesce dopo una burrascosa discussione ad ottenere l'appoggio un poco riluttante dei componenti della Geological Society of London, che sostengono quindi la legittimità del ritrovamento. Mary, informata della cosa, dovrà attendere prima di poter manifestare la sua riconoscenza all'amica ritrovata, per colpa di una seria polmonite che tratterrà quest'ultima a Londra. Ma l'ultimo capitolo le vede nuovamente insieme sulla spiaggia, alla ricerca degli amati "ninnoli".

## Personaggi
- Elizabeth Philpot. La maggiore di 4 sorelle che, assieme al fratello John, formavano una buona famiglia della Londra bene. Scoprirà nei fossili una passione che non la abbandonerà mai.
- Mary Anning. Un fulmine la colpì da piccola. Nessuno ha il suo occhio per trovare quelli che chiama i "ninnoli", e la sua capacità nel ricomporli. Diventeranno la sua vita.
- Molly Anning. La madre di Mary, ritrovatasi vedova e con due figli dovrà darsi molto da fare per riuscire a trasformare il talento della figlia in un sostentamento per la famiglia, e ci riuscirà grazie ad un grande senso pratico.
- Joseph Anning. Fratello maggiore di Mary, inizialmente la aiuterà nelle ricerche, ma preferirà poi un lavoro più sicuro e rispettabile.
- William Buckland. Uno strano reverendo, professore di Oxford, più dedito alle rocce e agli animali che alle sacrestie, simpatico ma del tutto negato nei rapporti sociali.
- Colonnello Thomas Birch. Incontra le protagoniste perché appassionato di fossili, ma non verrà ricordato da loro per questo.

## Titolo
Le strane creature a cui si allude sono quelle che escono dalle rocce e che accendono la passione delle protagoniste, ma anche le protagoniste stesse, poco integrate in un contesto sociale che accettano malvolentieri, e da cui a loro volta si sentono poco accettate.